# Toby Price
Toby Joseph Price OAM, conegut com a Toby Price   (Hillston, 18 d'abril de 1987), és un pilot d'enduro i  raids australià que va guanyar el Ral·li Dakar en dues ocasions (2016 i 2019), esdevenint el primer australià a guanyar aquesta prova. Va ser també campió del món de ral·lis Cross-Country el 2018.
L'any 2021 li fou atorgada la Medalla de l'Orde d'Austràlia (OAM, Medal of the Order of Australia) pels seus serveis en el camp dels esports de motor.

## Carrera esportiva
Price va començar a destacar en competicions de motocròs i enduro. Va iniciar la seva carrera professional com a pilot de motociclisme el 2004, a 16 anys. Va competir amb l'equip KTM Off-Road Racing Team fins al 2015, en què va passar al Red Bull Factory KTM Rally Team.

### Al Ral·li Dakar
Price va debutar al Ral·li Dakar el 2010 amb una KTM. El 2016 el va guanyar en la categoria de motos. El 2017, mentre intentava revalidar el seu triomf al Dakar, dos dies després d'haver guanyat la seva primera i única especial de la temporada va patir una dura caiguda a la carretera de Tupiza en què es va fracturar el fèmur, havent de retirar-se de la prova. El 2019 va revalidar el seu triomf del 2016.
A l'edició del 2020, Price va perdre una hora i 20 minuts mirant d'ajudar a Paulo Gonçalves, accidentat, i finalment va acabar tercer a la categoria de motos. El 2023 va acabar segon a la prova, a només 43 segons de Kevin Benavides. El 2024 hi acabà cinquè. KTM va anunciar que no li renovaria el contracte més enllà del 2024. A l'edició del 2025, Price va canviar la moto per un cotxe, concretament, un Toyota Hilux de la categoría T1, on va competir com a pilot i amb Sam Sunderland de copilot.

## Palmarès
Font:

### Títols principals
- 4 Campionats d'Austràlia de fora d'asfalt (Australian Off-Road Championship, AORC): 2009-2010, 2012, 2014-2015
- 1 Campionat del món de ral·lis Cross-Country; 2018

### Victòries en proves destacades
- 9 Finke Desert Race

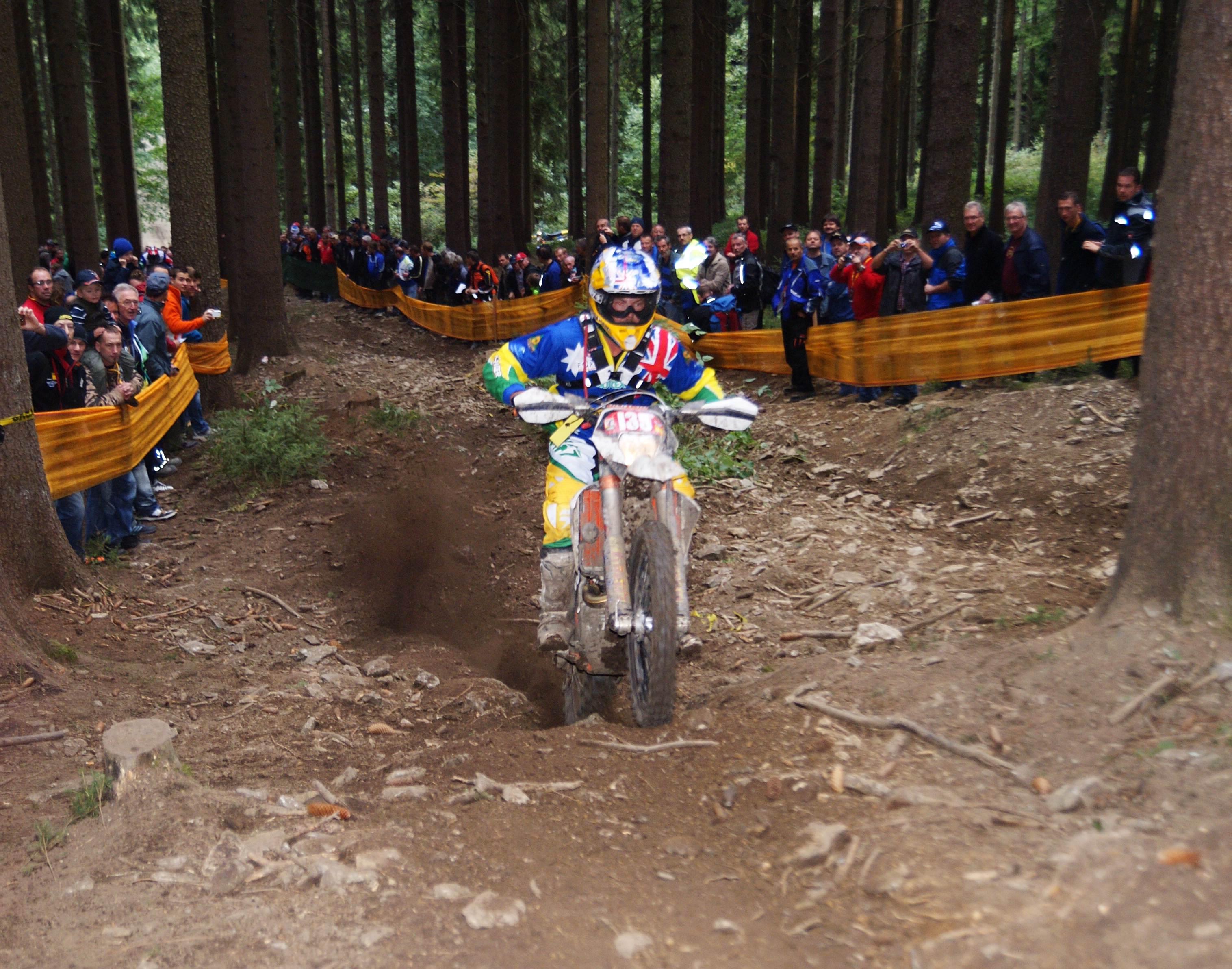
Price als ISDE del 2012

  - 6 en Motos: 2010, 2012, 2014-2016, 2018
  - 3 en Cotxes: 2021-2023
- 5 Hattah Desert Race: 2010-2012, 2014-2015
- 2 Australian 4 Day Enduro (A4DE): 2010-2011
- 3 Ral·li del Marroc: 2016, 2018, 2023
- 2 Ral·li Dakar: 2016, 2019
- 1 Abu Dhabi Desert Challenge: 2016
- 1 Baja 500: 2024
- 1 A Day in the Dirt Motocross Grand Prix: 2014
- 1 Victòria del classe als Sis Dies Internacionals d'Enduro (ISDE): E3, 2014

### Resultats al Ral·li Dakar
| Any  | Classe | Vehicle | Posició | Victòries d'etapa |
| ---- | ------ | ------- | ------- | ----------------- |
| 2015 | Motos  | KTM     | 3r      | 1                 |
| 2016 | Motos  | KTM     | 1r      | 5                 |
| 2017 | Motos  | KTM     | DNF     | 1                 |
| 2018 | Motos  | KTM     | 3r      | 2                 |
| 2019 | Motos  | KTM     | 1r      | 1                 |
| 2020 | Motos  | KTM     | 3r      | 2                 |
| 2021 | Motos  | KTM     | DNF     | 2                 |
| 2022 | Motos  | KTM     | 10è     | 1                 |
| 2023 | Motos  | KTM     | 2n      | 0                 |
| 2024 | Motos  | KTM     | 5è      | 0                 |
| 2025 | Cotxes | Toyota  | DNF     | 0                 |